# Herrschaft Dalberg

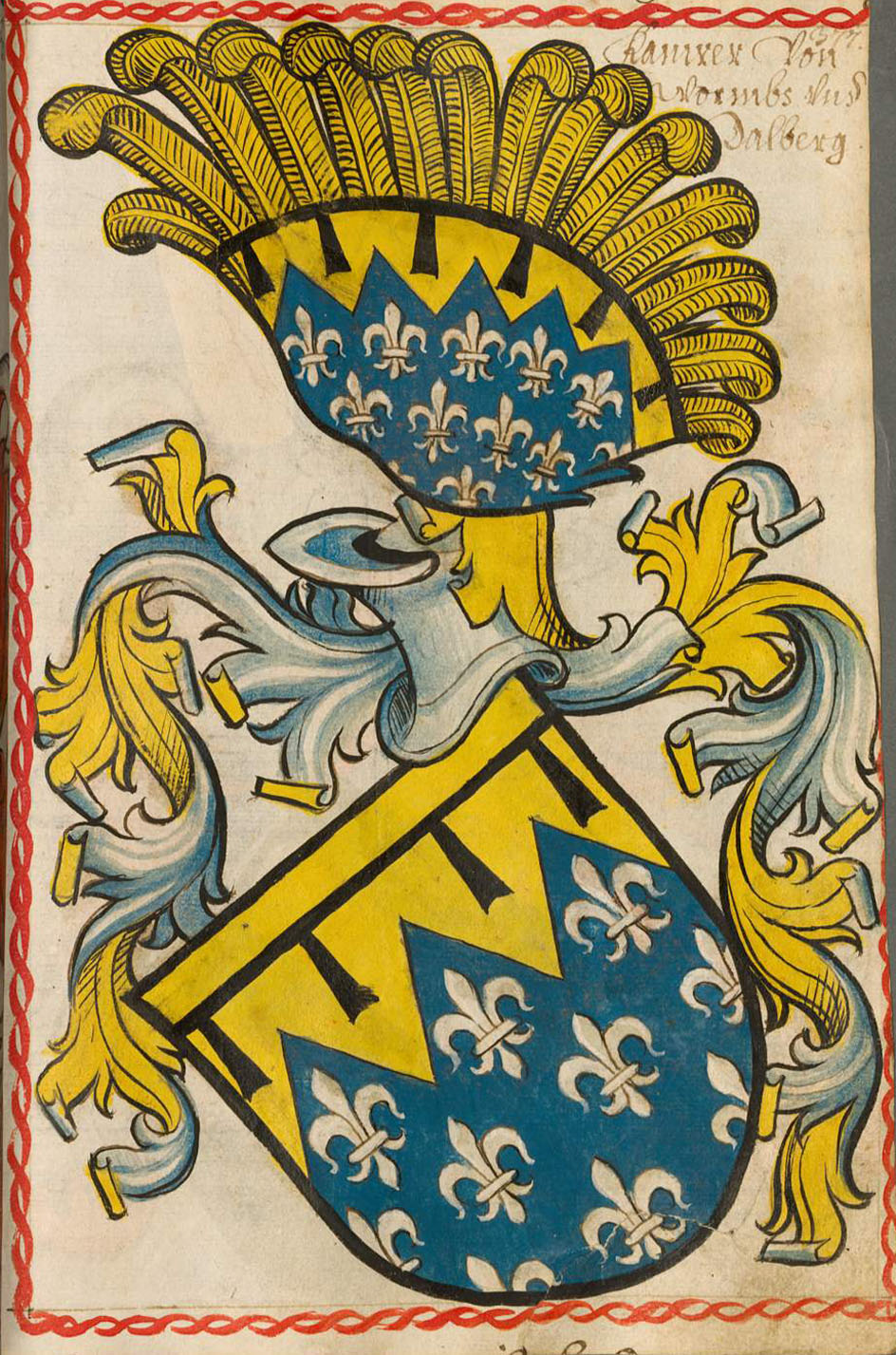

Die Herrschaft Dalberg bezeichnet zwei territoriale Einheiten im Alten Reich, die beide ihre Bezeichnung von der Burg Dalberg ableiten.

## Herrschaft Dalberg – im engeren Sinn

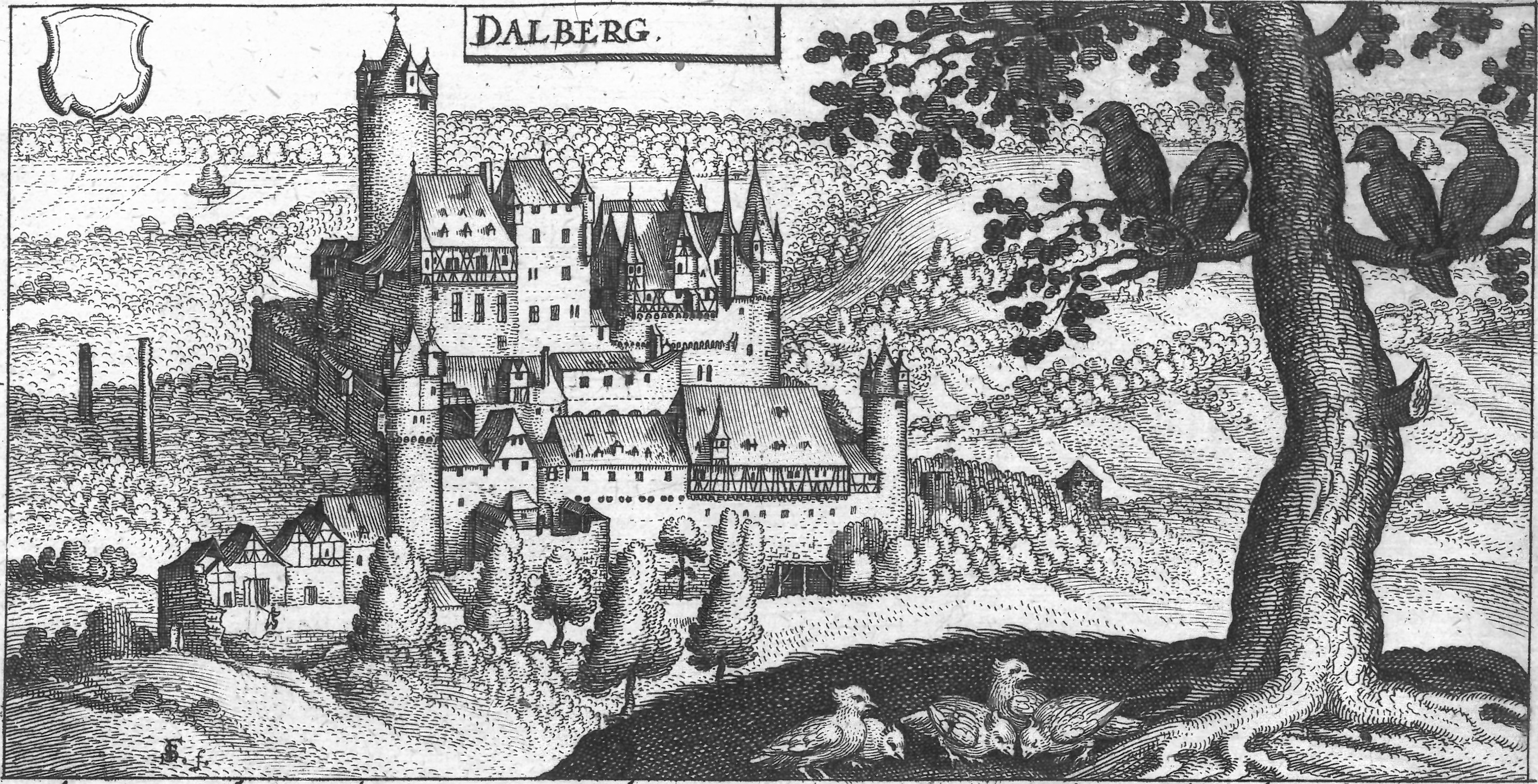
Burg Dalberg

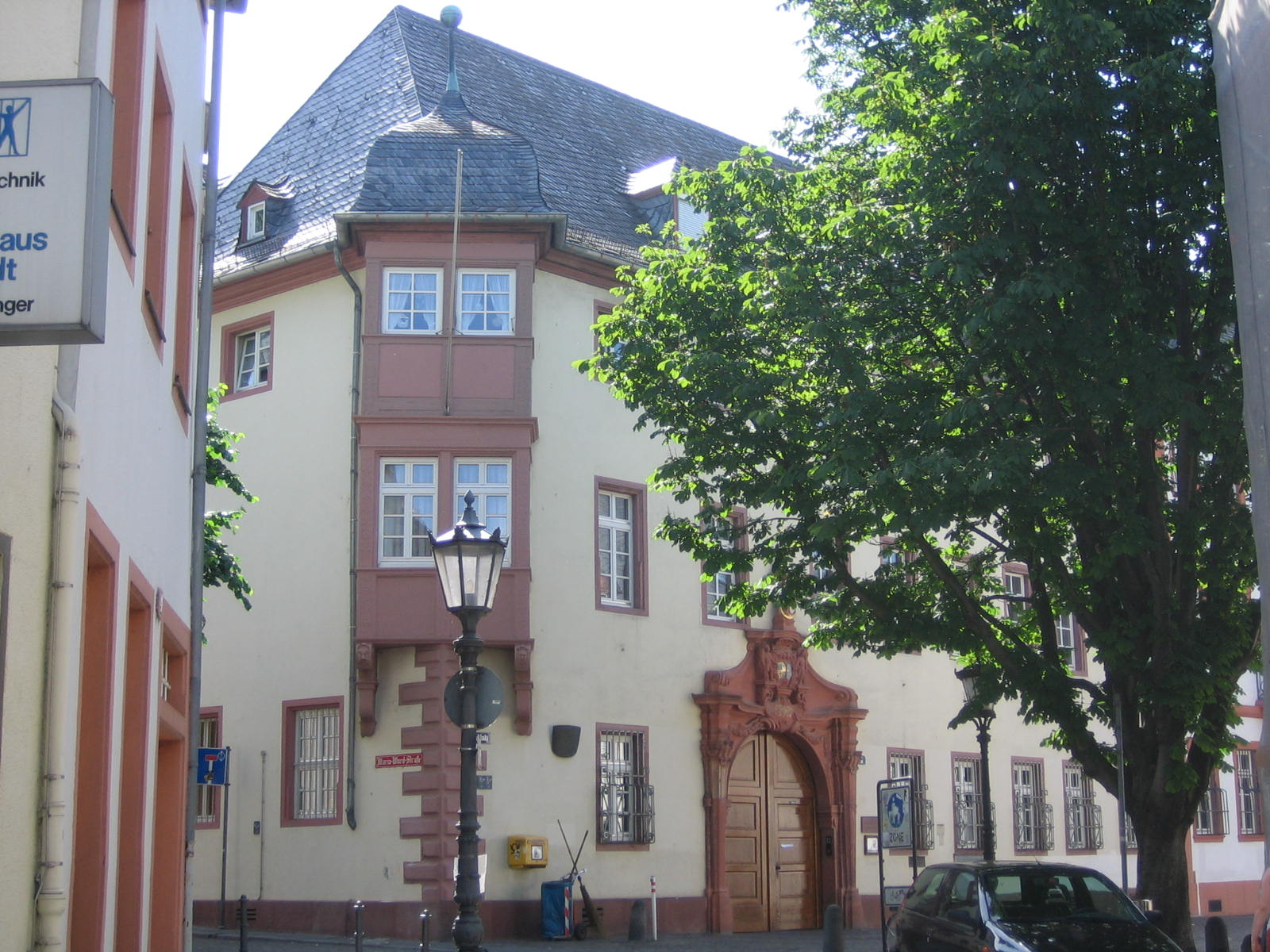
Älterer Dalberger Hof in Mainz

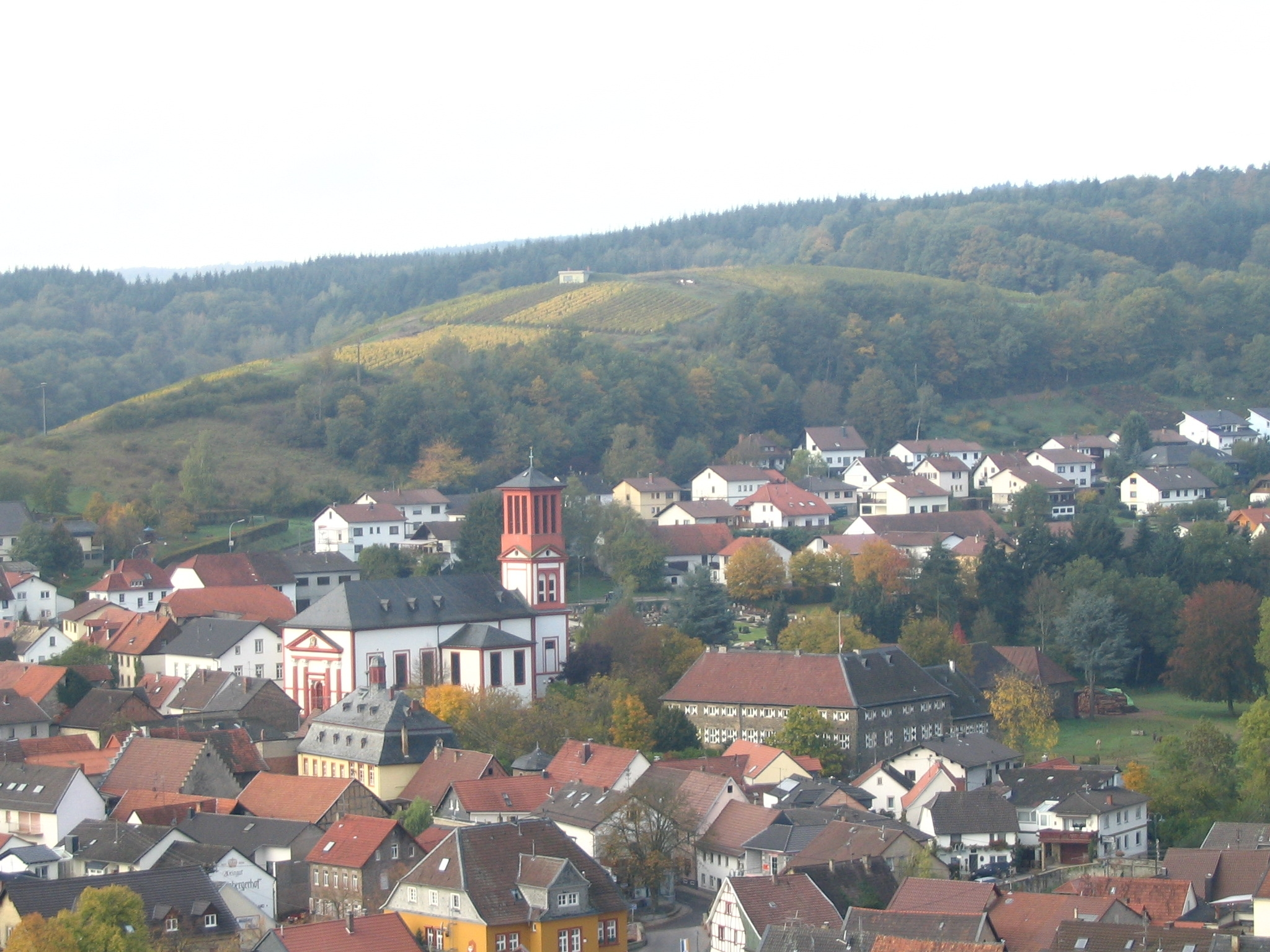
Wallhausen (Nahe) mit Schloss Wallhausen

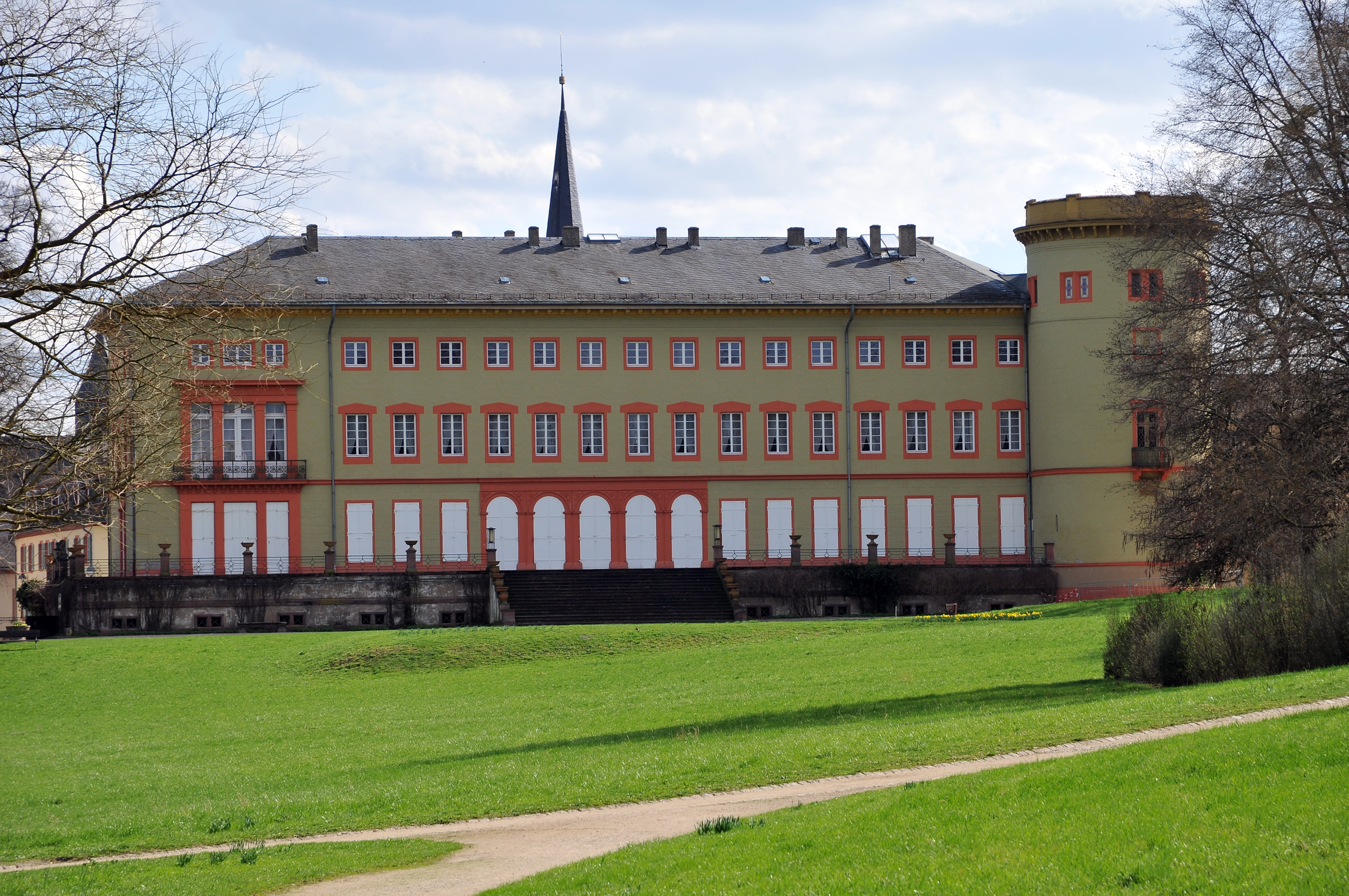
Herrnsheimer Schloss in Worms-Herrnsheim

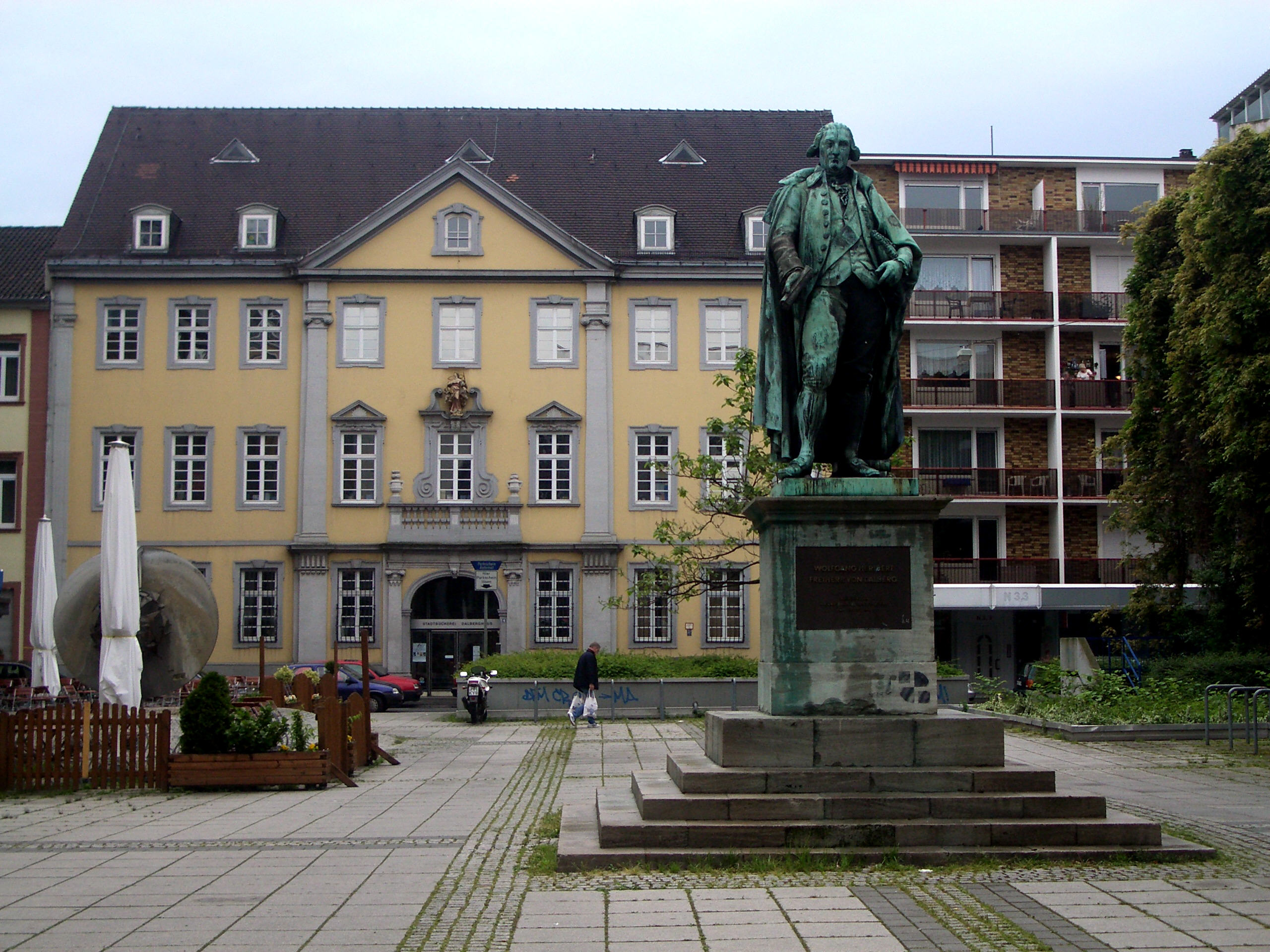
Dalberghaus Mannheim, heute Teil der Stadtbibliothek Mannheim

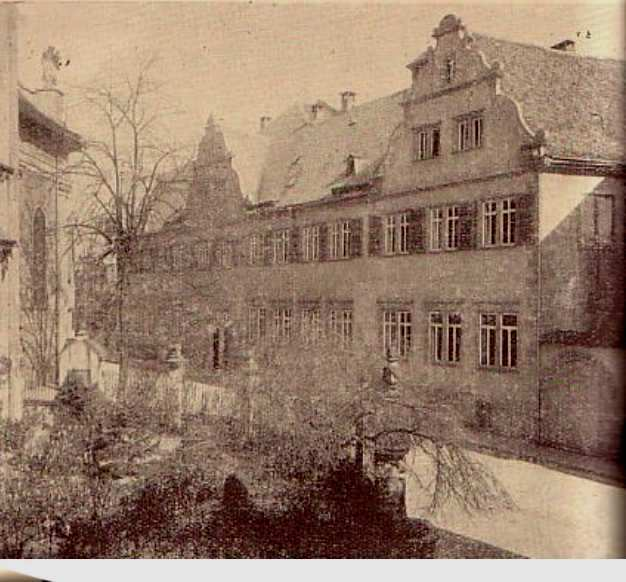
Dalberger Hof, heute: Stadttheater Aschaffenburg

### Geografische Lage
Die Herrschaft Dalberg – im engeren Sinn – war ein unmittelbar um die Burg Dalberg gelegenes Territorium. Es wurde später auch als „Herrschaft Wallhausen“ bezeichnet. Dazu gehörten:
:
- Dalberg (Dorf),
- die Burg Dalberg.
- Münchwald, eine Neugründung um 1700, 1789 für 16.000 Gulden an den Markgrafen von Baden verkauft[2]
- Sommerloch, 1784 für 16.000 Gulden verpfändet[3], aber im 19. Jahrhundert hatten die Dalberger dort immer noch Grundbesitz.[4]
- Spabrücken und
- Wallhausen

### Geschichte
Das Gebiet war ursprünglich salisch. Im 12. Jahrhundert gehörte es dem Hochstift Speyer und der Bischof von Speyer hatte es als Lehen an die Familie Weyerbach vergeben, die sich auch als „Herren von Dalberg“ bezeichneten.
Im 14. Jahrhundert erwarb Johann III. Kämmerer von Worms, der über seine erste Frau, Juliane, in die Verwandtschaft der Herren von Dalberg eingeheiratet hatte, 5 % der Burg und die Hälfte der Herrschaft Dalberg. Noch im 14. Jahrhundert starb die Familie der ersten Dalberger aus. Johann XI. Kämmerer von Worms brachte sich in dieser Zeit in den Besitz der gesamten Burg und Herrschaft und fügte fortan seinem Familiennamen Kämmerer von Worms den Zusatz „zu Dalberg“ bei. 1390 oder 1400 hatte die Familie den Alleinbesitz an der Herrschaft erlangt.
Bei der endgültigen Auflösung des linksrheinischen Teils des Deutschen Reichs nach dem Friede von Lunéville wurde die Herrschaft Dalberg – im engeren Sinne – dem Département de Rhin-et-Moselle zugeschlagen.

## Herrschaft Dalberg – im weiteren Sinn

### Geografische Lage
Der wirtschaftlich potenten Familie von Dalberg gelang es im Laufe der Zeit, einen umfangreichen, aber weit verstreuten Besitz zu erwerben, zu dem auch die engere Herrschaft Dalberg gehörte, der sich aber weit darüber hinaus vergrößerte und insgesamt nach der Familie Dalberg benannt wurde – die Herrschaft Dalberg im weiteren Sinn. Im 19. Jahrhundert befand sich die Verwaltung des in Deutschland gelegenen Besitzes in Aschaffenburg. Die Verwaltung der böhmischen Güter befand sich in Datschitz.

### Bestandteile
Zur Herrschaft Dalberg im weiteren Sinn zählte – teilweise auch nur vorübergehend, da immer wieder einmal Besitz verkauft, getauscht oder erworben wurde:

#### Herrschaften
- die engere Herrschaft Dalberg (auch: „Amt Wallhausen“), ein Lehen des Bischofs von Speyer.[11],
- die Herrschaft St. Martin, ein Lehen des Bischofs von Speyer[12], gehörte seit 1323 zur Hälfte, seit 1439 ganz zur Herrschaft Dalberg.[13] Bestandteile waren:
  - Sankt Martin in der Pfalz (auch: „Herrschaft Kroppsburg“[14])
  - der Kropsburg
- Herrschaft Gabsheim[15] = Geispitzheim
- Herrschaft Herrnsheim mit Dorf und Schloss Herrnsheim und Abenheim und dort auch die Burg Abenheim[16] waren entweder ein Lehen von den Grafen von Leiningen[17] oder Allod.[18] Das „Baugut“ in Herrnsheim war ein Reichslehen.[19]
- Herrschaft Heßloch war entweder ein Lehen von den Grafen von Leiningen.[20] oder Allod.[21]
- Herrschaft Essingen, wurde 1585 von dem Mainzer Kurfürsten Wolfgang X. von Dalberg als Allod[22] für die Familie gekauft.[23] Die Herrschaft bestand aus den Orten Ober-Essingen und Unter-Essingen. Die hohe Gerichtsbarkeit in Ober- und Niederessingen waren ein Reichslehen.[24]
- Herrschaft Esthal, ein Allod[25], mit dem Erfensteiner Hof, ehemals eine Burg und ein Lehen der Grafen von Leiningen.[26] Die Herrschaft wurde 1585 mit der St. Martin vereinigt.[27]
- Herrschaft Datschitz in Böhmen, seit 1809
- Herrschaft Maleschau in Mähren, seit 1809

Eine Quelle behauptet die Zugehörigkeit von Neustadt an der Haardt als Lehen von den Grafen von Leiningen, zur Herrschaft Dalberg. Alle anderen Quellen ordnen es aber der Kurpfalz zu.

#### Anteile an Ganerbschaften und Gemeinschaften
- Bechtolsheim[30]
- Dittelsheim[31] wurde 1602 und 1606 an Kurfürst Friedrich IV. von der Pfalz verkauft[32]
- Mitglied der Burgmannschaft der Burggrafschaft Friedberg
- die Hälfte der Burg und des Dorfes Gamburg[33]
- Burg Leyen mit dem Dorf Rümmelsheim[34]
- Mommenheim[35]

#### Einzelne Orte und Anteile
- Albersbach[36][Anm. 2]
- Argenschwang[37]
- Büchold, aus dem Besitz der Echter von Mespelbrunn übergegangen, ein Lehen des Bistums Würzburg und an dieses 1722 heimgefallen.[38]
- Clerf (französisch Clervaux; heute: Großherzogtum Luxemburg)[39]
- Erlasee (heute ein Ortsteil von Büchold)[40], 1966 an den bayerischen Staat verkauft[41]
- Goldbach[42]
- Heddesheim[43]
- Güter in Hattenheim[44]
- Hösbach[45]
- Langenlonsheim[46]
- Laubenheim[47][Anm. 3]
- Mandel[48] wurde 1786 an die Fürsten von Bretzenheim verkauft.[49]
- Münster[50]
- Nierstein[51][Anm. 4]
- Burglehen zu Oppenheim[52]
- Rodenbach[53], 1934 verkauft[54]
- Roxheim gehörte dem Hochstift Worms[55] und gehörte als Lehen zum Besitz der Familie Dalberg.[56]
- Rüdesheim (Krebsmühle und ein Hof)[57]
- Weinsheim gehörte zum Hochstift Worms[58] und befand sich im Besitz der Herren von Dalberg.[59]
- Ab 1420 ein Starkenburger Mannlehen, zunächst von Kurmainz, später von der Kurpfalz, das Güter in Bensheim und im westlichen Odenwald umfasste[60]
- 1520 kauften die Dalberger die Burg Ramburg[61] bei Ramberg, veräußerten sie aber bereits 1540 wieder.[62]
- 1541 Ruppertsberg gehörte zum Hochstift Speyer[63] und gelangte als Lehen durch Erbschaft[64] oder als Heiratsgut aus dem Hause Fleckenstein[65]
- 1549 Neuweier, durch Erbschaft[66]
- Mitte des 16. Jahrhunderts: „Hofweiler“[67], zutreffend ist vermutlich Hofweier, nicht mehr im 18. Jahrhundert[68]
- Mitte des 16. Jahrhunderts: Niederschopfheim, nicht mehr im 18. Jahrhundert[69]
- Die Schüttburg[Anm. 5]
- um 1634 Massenbachhausen, durch Erbschaft[70]
- 1649 Stein am Kocher, durch Erbschaft[71]
- 1729 Kauf des Ritterguts in Friesenhausen[72]

#### Städtische Bereiche
- Worms:
  - das Rügegericht
  - den Judenschutz[73][Anm. 6]
  - Zwei Anwesen in der Kämmerergasse[74]
  - Sickinger Hof in der Sterngasse, gekauft 1609[75]
- Mainz
  - Älterer Dalberger Hof in Mainz
  - Jüngerer Dalberger Hof in Mainz
  - Dalberg-Hammelburger Hof in Mainz
- Mannheim
  - Palais Dalberg, B2, 2, erbaut 1730, 1770 verkauft[76], zerstört
  - Dalberghaus, N3, 4, 1782 von Wolfgang Heribert von Dalberg angemietet, aber im Eigentum des Freiherrn von Babo[77]
- sowie:
  - Dalberger Hof in Aschaffenburg, 1953 an die Stadt Aschaffenburg verkauft[78]
  - Dalberger Hof in Bensheim
  - Dalberger Hof in Eppelsheim
  - Dalberger Haus in Höchst
  - Dalberger Hof in Ingelheim am Rhein
  - Dalberger Hof in Oppenheim
  - Dalberger Hof in Osthofen. Der Hof kam wohl durch die Heirat Wolfgang V. (* 1469 oder 1470; † 24. Februar 1549) mit Elisabeth († 24. August 1534), Erbtochter von Eberhard Vetzer von Geispitzheim († 1520) und Lisa von Ingelheim in Dalberger Besitz.[79]

### Geschichte
Im Lauf der Zeit erwarb die Familie eine stattliche Zahl von Besitzungen, territorialer Art, aber auch Rechte. Dieses „Territorium“ war zwar klein und zersplittert, aber eine eigene reichsunmittelbare Herrschaft. Es erstreckte sich schließlich zwischen Koblenz im Norden, Neuweiler im Süden, dem Odenwald im Osten und Landstuhl im Westen und bestand formal bis zum Ende des Alten Reiches. Der größte Teil ging allerdings mit der französischen Besetzung des linken Rheinufers 1793 bereits verloren. Das bekannteste der Rechte war der Judenschutz in der Stadt Worms. Er bezog sich auf den Schutz der Juden, wenn sie das Ghetto verließen, insbesondere etwa zu Hochzeiten und Begräbnissen. Dann stellten die Dalbergs Begleitschutz. Dieser wurde über eine Abgabe durch die Juden bezahlt und betrug Ende des 15. Jahrhunderts 80 Malter Korn.
In der Reformation blieb die Familie von Dalberg überwiegend und letztendlich dauerhaft römisch-katholisch und nach dem Grundsatz cuius regio, eius religio mussten ihr darin auch ihre Untertanen folgen. In der Herrschaft Dalberg fanden an der Wende vom 16. zum 17. Jahrhundert eine Reihe von Hexenprozessen statt.
Ab 1513 gab es in einzelnen Herrschaften Gerichtsordnungen. 1531 erhielt die Familie Dalberg ein Privilegium de non appellando für ihr Territorium. 1559 wurde eine Dalberger Hofgerichtsordnung nach dem Vorbild derjenigen der Grafschaft Leiningen-Hardenburg für das Gesamtterritorium der Herrschaft Dalberg eingeführt, eine Prozessordnung für die Berufungsinstanz. Das Hofgericht wurde in Herrnsheim eingerichtet. Im Gegensatz zu Hofgerichten benachbarter Territorien, etwa der Kurpfalz oder in Kurmainz, fungierte in der Herrschaft Dalberg der Senior der regierenden Familie persönlich als Hofrichter, was sicher auch an dem geringen Umfang des Herrschaftsgebiets lag.
Ab 1615 wurden Polizey-Ordnungen erlassen 1730 wurde die Pfälzische Landesordnung als allgemein geltendes Recht eingeführt, 1752 aber das alte Dalberger Gewohnheitsrecht wieder in Kraft gesetzt.